# Calcetín (Antoni Tàpies)
Calcetín (en catalán: Mitjó) es una escultura del artista español Antoni Tàpies. Mide 2,75 m de altura y se encuentra expuesto en la terraza interior de la Fundación Antoni Tàpies de Barcelona. La obra, presentada en maqueta para la renovación del Palacio Nacional de Barcelona, motivó cierta controversia. Más tarde, la Fundación Antoni Tàpies retomó la idea original con dimensiones más reducidas que las de la propuesta original.

## Historia
En 1991, el Palacio Nacional de Barcelona sufría unas obras de reforma para acoger el nuevo Museo Nacional de Arte de Cataluña. La arquitecta italiana Gae Aulenti fue la encargada de la remodelación y pensó que para el Salón Oval convenía crear una escultura contemporánea que diera un signo de vida y contrastes con la arquitectura de la sala, en un edificio de estilo ecléctico. Por eso contactó con Antoni Tàpies, que propuso su obra Calcetín . Consistía en un calcetín blanco penetrado por filamentos negros y agujereado en varios puntos.  La obra propuesta medía 18 m de altura y se podía andar por dentro. La presentación de la maqueta, de unos 20 cm de altura, fue controvertida, llegando a dividir el patronato del museo.  También las divergencias entre el Ayuntamiento y la Generalidad de Cataluña sobre la idoneidad de la propuesta se convirtieron en una pugna entre políticos convergentes y socialistas. Tampoco el gran público vio con buenos ojos la obra de Tàpies. 
Por último, tras la negativa de Tàpies de cambiar su proyecto, se decidió no crear la obra para el Salón.  Calcetín tuvo que esperar 18 años para acabar materializándose. Fue en el marco de la remodelación de 2010. Según Laurence Rassel, directora de proyectos de la Fundación Tàpies, todo surgió cuando los arquitectos de la remodelación propusieron colocar una escultura en la azotea. Tuvieron claro desde el primer momento que la mejor opción era Calcetín .  Se decidió situar la escultura directamente sobre el suelo de grava, sin pedestal alguno. La obra fue creada en el taller de Pere Casanoves en Mataró . 
Esta obra fue una de las estrellas en la reinauguración de la Fundación Tàpies, celebrada el 3 de marzo de 2010.  Durante la presentación de la obra, el entonces alcalde de Barcelona Jordi Hereu mostró su alegría de ver la obra instalada, puesto que, según decía, era una obra que esperaba desde hacía tiempo. Por otra parte, José Montilla, entonces presidente de la Generalidad de Cataluña, alabó el trabajo de la familia. 

## Análisis
Como gran exponente del informalismo matérico, a menudo Tàpies hacía arte con objetos modestos y pobres combinados con elementos pictóricos y escultóricos.  Esta característica la vemos también en obras como Rinzen (que utiliza una cama como elemento central) o en Nube y silla. Por otra parte, las cruces negras de acero inoxidable que aparecen en esta obra simbolizan su eterno juego de X, T o † .
Tras las críticas que recibió la obra cuando fue proyectada para el Salón Oval del MNAC, Antoni Tàpies justificó la obra diciendo que su objetivo había sido el de proponer la meditación al espectador y poner de manifiesto la importancia de las cosas pequeñas en el orden cósmico del universo.  Sin embargo, allí donde Tàpies intentaba realzar la significación de lo a priori insignificante, el gran público seguía viendo un calcetín agujereado. Ciertamente la obra tuvo muchos partidarios y detractores al salir a la luz.